# Кертис P-6E
Кертис P-6E (енгл. Curtiss P-6E Hawk) је амерички ловачки авион који је производила фирма Кертис (енгл. Curtiss). Први лет авиона је извршен 1931. године. 

Највећа брзина у хоризонталном лету је износила 320 km/h. Размах крила је био 9,60 метара а дужина 7,67 метара. Маса празног авиона је износила 1224 килограма, а нормална полетна маса 1558 kg. Био је наоружан са два синхронизована митраљеза калибра 7,62 mm.

## Наоружање
| Наоружање авиона: Кертис       |      |
| Ватрено (стрељачко) наоружање  |      |
| Топ                            |      |
| Митраљез                       |      |
| Број и ознака митраљеза        | 2    |
| Калибар                        | 7,62 |
| Бомбардерско наоружање (бомбе) |      |
| Ракетно наоружање (ракете)     |      |